# الردادنة (الرداندة أولاد مالك)
الردادنة هي إحدى مشيخات المملكة المغربية، تتبع جغرافيا لإقليم بنسليمان وإداريًا لالرداندة أولاد مالك. يقدر عدد سكانها بـ 1482 نسمة حسب الإحصاء الرسمي للسكان والسكنى لسنة 2004.